# Campionato africano femminile under 23 di pallavolo
Il campionato africano femminile under 23 di pallavolo è una competizione pallavolistica, organizzata dalla CAVB, per squadre nazionali africane, riservata a giocatrici con un'età inferiore di 23 anni.

## Edizioni
| Edizione      | Edizione      | Podio    | Podio   | Podio   |
| Anno          | Organizzatore | Campione | Seconda | Terza   |
| ------------- | ------------- | -------- | ------- | ------- |
| 2014 Dettagli | Algeria       | Egitto   | Tunisia | Algeria |
| 2016 Dettagli | Kenya         | Egitto   | Kenya   | Ruanda  |

## Medagliere
| Pos. | Squadra | 1º posto | 2º posto | 3º posto | Totale |
| ---- | ------- | -------- | -------- | -------- | ------ |
| 1    | Egitto  | 2        | -        | -        | 2      |
| 2    | Kenya   | -        | 1        | -        | 1      |
| 2    | Tunisia | -        | 1        | -        | 1      |
| 4    | Algeria | -        | -        | 1        | 1      |
| 4    | Ruanda  | -        | -        | 1        | 1      |